# Хогг, Джеймс
Джеймс Хогг (James Hogg; 1770—1835) — шотландский поэт, автор исторических баллад в стиле Вальтера Скотта; известен также под прозвищем «Этрикский пастух» (по месту своего рождения). Как поэт испытал сильное влияние Бёрнса. Помогал Скотту собирать народные песни и фольклор, написал о нём книгу воспоминаний. В Эдинбурге встречался с Байроном, Саути, Вордсвортом, который почтил его смерть элегией.

## «Исповедь оправданного грешника»
Хогг обязан своей посмертной славой готическому роману «Исповедь оправданного грешника» (1824), основные мотивы которого могут быть прослежены к «Эликсирам сатаны» Э. Т. А. Гофмана.
Повествование ведётся от лица «ненадёжного рассказчика» (и не одного). Основной рассказчик — Роберт Рингим — в состоянии одержимости совершает серийные убийства (в том числе родного брата). Рингим приписывает внушение ему мыслей об убийстве демоническому двойнику, который подчиняет его себе и толкает на немыслимые поступки. Иногда главному герою кажется, что это русский царь Пётр, инкогнито путешествующий по Европе; он то и дело меняет внешность; подчас рассказчик не способен отделить себя от него. В отношениях между ними критики находят нечто эротическое. Постепенно становится ясно, что это всего лишь галлюцинация, проекция неосознанных желаний героя. Это своего рода «второе я» главного героя, на которое тот перекладывает ответственность за свои неблаговидные поступки.
Роман, долгое время забытый на родине, был открыт заново Андре Жидом в середине XX века. По мнению французского писателя, автор поднимает вопросы, близкие к проблематике Достоевского: можно ли оправдать убийство абстрактным благом человечества, имеют ли избранные свыше право на совершение убийства и т. д. Переведшая роман на французский язык Доминик Ори стала первым лауреатом премии за лучшую иностранную книгу (1948).  Об «Исповеди оправданного грешника» к концу XX века накопилась солидная критическая литература (на английском). С неё ведёт отсчёт тема рокового двойничества в английской литературе («Владетель Баллантрэ», «Странная история доктора Джекила и мистера Хайда», «Поворот винта»). Киноведы проводят параллели между «Исповедью» и современными фильмами — «Американский психопат», «Бойцовский клуб», «Мементо» и т. д.
Переведен на русский язык: "Тайная исповедь и мемуары оправданного грешника", издательство "Носорог", 2022 г., ISBN 978-5-6046902-4-6
См. также
- Исповедь англичанина, употреблявшего опиум
- Петербург (роман)